# Filippo d'Angiò
Filippo d'Angiò (1256 – Bari, 1º gennaio 1277) fu re titolare di Sardegna (1269-1277) e re titolare di Tessalonica (1274-1277).

## Biografia
Filippo era il figlio secondogenito maschio del re di Sicilia, Carlo I d'Angiò, figlio del re di Francia Luigi VIII, e di Beatrice di Provenza, ultimogenita del conte di Provenza, Raimondo Berengario IV.
Il padre Carlo d'Angiò, dopo aver conquistato il Regno di Sicilia nel 1266, si adoperò senza successo presso il papa Clemente IV per farlo nominare re di Sardegna. Nel 1269 Filippo fu eletto re di Sardegna dalla comunità guelfa di Sassari: i Guelfi della Sardegna speravano nel sostegno della casa reale degli Angiò per la lotta contro la ghibellina Pisa, che era la potenza dominante sull'isola. Tuttavia, questa scelta non ebbe un impatto immediato, tanto più che gli interessi angioini erano in collisione con quelle di Aragona.
Il 28 maggio 1271 Filippo sposò nella Cattedrale di Trani, l'erede del Principato di Acaia, Isabella di Villehardouin. Il matrimonio era previsto da una condizione del trattato di Viterbo del maggio 1267, stipulato fra Carlo I d'Angiò, Baldovino II di Costantinopoli e Guglielmo II di Villehardouin: quest'ultimo, costantemente minacciato dal despota di Mistra, infatti, si era posto sotto la protezione del re di Sicilia e aveva in quell'occasione fidanzato la figlia Isabella con Filippo d'Angiò. La Casa d'Angiò in questo modo avrebbe ereditato la signoria dei Villehardouin: Filippo, alla morte del suocero Guglielmo II, sarebbe diventato principe di Acaia, e se fosse morto prima di avere eredi propri, l'Acaia sarebbe passata direttamente a Carlo d'Angiò, cosa che si verificò effettivamente più tardi.
Il 12 giugno 1272 Filippo fu creato cavaliere insieme con il fratello maggiore Carlo di Salerno di fronte al monastero di San Pietro ad Aram, a Napoli.
Il 10 maggio 1274 fu investito da Filippo di Courtenay, imperatore titolare di Costantinopoli e suo cognato (in quanto questi aveva sposato sua sorella Beatrice d'Angiò), del Regno di Tessalonica, un titolo che era anche vuoto di contenuti e contestualmente preteso dai Marchesi del Monferrato.
Filippo morì dopo una malattia nel 1277 a Bari e fu sepolto nella Cattedrale di Trani. 
Con il decesso di Guglielmo II, avvenuto nel 1278, in base al trattato di Viterbo, toccò a Carlo d'Angiò governare la Morea al posto della nuora Isabella. La vedova Isabella sposò quindi il 16 settembre 1289 Florent de Hainaut.

## Ascendenza
|                                    |                        |                           | Genitori                 |  |  | Nonni |  |  | Bisnonni              |  |  | Trisnonni            |  |
|                                    |                        |                           |                          |  |  |       |  |  | Filippo II di Francia |  |  | Luigi VII di Francia |  |
|                                    |                        |                           |                          |  |  |       |  |  | Filippo II di Francia |  |  | Luigi VII di Francia |  |
|                                    |                        | Adèle di Champagne        |                          |  |  |       |  |  | Filippo II di Francia |  |  |                      |  |
| Luigi VIII di Francia              |                        |                           |                          |  |  |       |  |  | Filippo II di Francia |  |  |                      |  |
|                                    |                        | Isabella di Hainaut       | Baldovino V di Hainaut   |  |  |       |  |  |                       |  |  |                      |  |
|                                    |                        | Isabella di Hainaut       | Baldovino V di Hainaut   |  |  |       |  |  |                       |  |  |                      |  |
|                                    |                        | Isabella di Hainaut       | Margherita I di Fiandra  |  |  |       |  |  |                       |  |  |                      |  |
| Carlo I d'Angiò                    |                        | Isabella di Hainaut       |                          |  |  |       |  |  |                       |  |  |                      |  |
|                                    |                        | Alfonso VIII di Castiglia | Sancho III di Castiglia  |  |  |       |  |  |                       |  |  |                      |  |
|                                    |                        | Alfonso VIII di Castiglia | Sancho III di Castiglia  |  |  |       |  |  |                       |  |  |                      |  |
|                                    |                        | Alfonso VIII di Castiglia | Bianca Garcés di Navarra |  |  |       |  |  |                       |  |  |                      |  |
| Bianca di Castiglia                |                        | Alfonso VIII di Castiglia |                          |  |  |       |  |  |                       |  |  |                      |  |
|                                    |                        | Eleonora d'Inghilterra    | Enrico II d'Inghilterra  |  |  |       |  |  |                       |  |  |                      |  |
|                                    |                        | Eleonora d'Inghilterra    | Enrico II d'Inghilterra  |  |  |       |  |  |                       |  |  |                      |  |
|                                    |                        | Eleonora d'Inghilterra    | Eleonora d'Aquitania     |  |  |       |  |  |                       |  |  |                      |  |
| Filippo d'Angiò                    |                        | Eleonora d'Inghilterra    |                          |  |  |       |  |  |                       |  |  |                      |  |
|                                    | Alfonso II di Provenza | Alfonso II d'Aragona      |                          |  |  |       |  |  |                       |  |  |                      |  |
|                                    | Alfonso II di Provenza | Alfonso II d'Aragona      |                          |  |  |       |  |  |                       |  |  |                      |  |
|                                    | Alfonso II di Provenza | Sancha di Castiglia       |                          |  |  |       |  |  |                       |  |  |                      |  |
| Raimondo Berengario IV di Provenza | Alfonso II di Provenza |                           |                          |  |  |       |  |  |                       |  |  |                      |  |
|                                    |                        | Garsenda di Provenza      | Rainou de Sabran         |  |  |       |  |  |                       |  |  |                      |  |
|                                    |                        | Garsenda di Provenza      | Rainou de Sabran         |  |  |       |  |  |                       |  |  |                      |  |
|                                    |                        | Garsenda di Provenza      | Garsenda di Forcalquier  |  |  |       |  |  |                       |  |  |                      |  |
| Beatrice di Provenza               |                        | Garsenda di Provenza      |                          |  |  |       |  |  |                       |  |  |                      |  |
|                                    |                        | Tommaso I di Savoia       | Umberto III di Savoia    |  |  |       |  |  |                       |  |  |                      |  |
|                                    |                        | Tommaso I di Savoia       | Umberto III di Savoia    |  |  |       |  |  |                       |  |  |                      |  |
|                                    |                        | Tommaso I di Savoia       | Beatrice di Mâcon        |  |  |       |  |  |                       |  |  |                      |  |
| Beatrice di Savoia                 |                        | Tommaso I di Savoia       |                          |  |  |       |  |  |                       |  |  |                      |  |
|                                    |                        | Margherita di Ginevra     | Guglielmo I di Ginevra   |  |  |       |  |  |                       |  |  |                      |  |
|                                    |                        | Margherita di Ginevra     | Guglielmo I di Ginevra   |  |  |       |  |  |                       |  |  |                      |  |
|                                    |                        | Margherita di Ginevra     | Beatrice de Faucigny     |  |  |       |  |  |                       |  |  |                      |  |
|                                    |                        | Margherita di Ginevra     |                          |  |  |       |  |  |                       |  |  |                      |  |